# Музей армії (Познань)

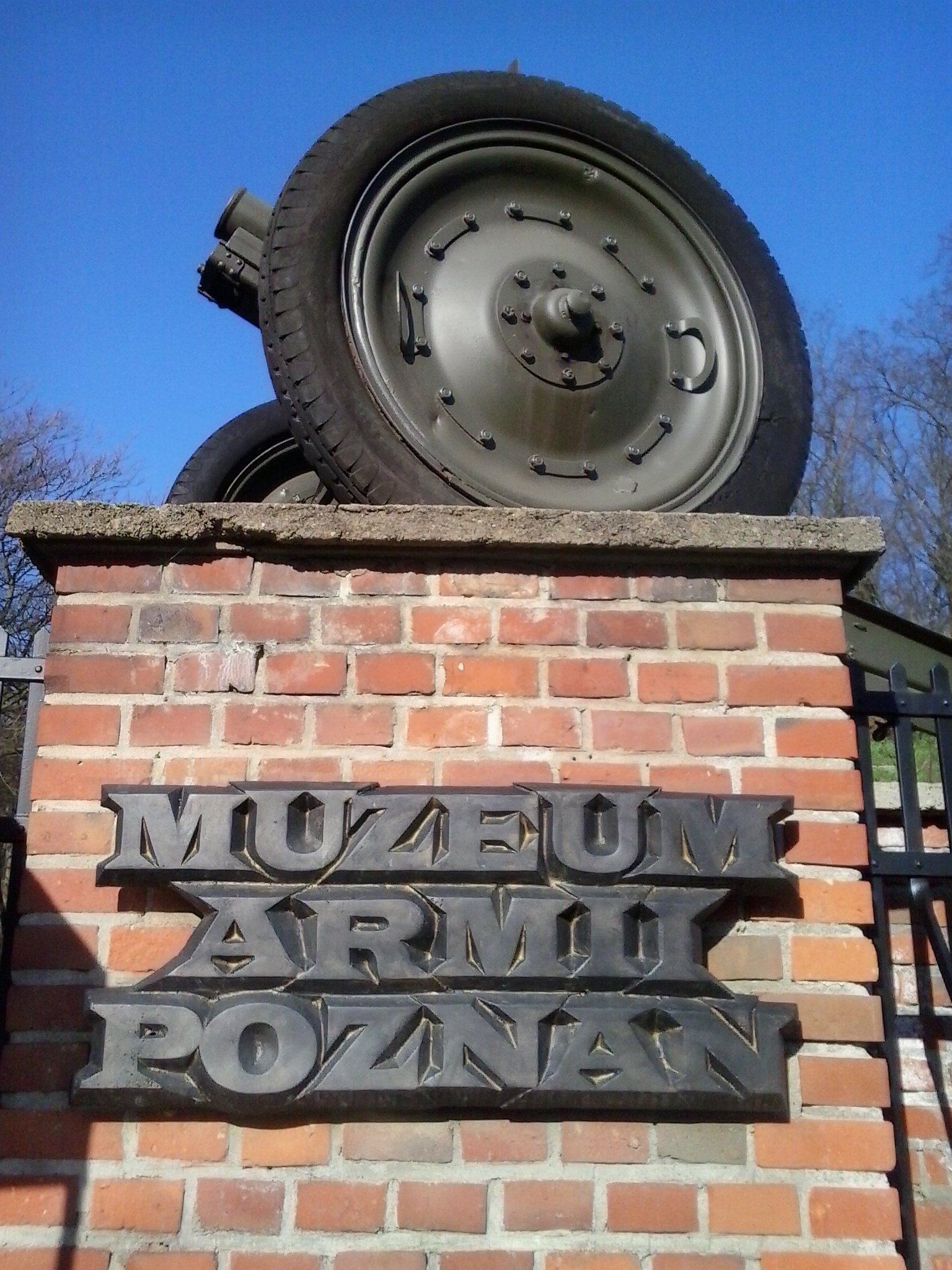
Фрагмент експозиції

Музей армії Познань (пол. Muzeum Armii Poznań) — філія Великопольського музею боротьби за незалежність, розташована у парку Цитадель (естакада Малого шлюзу колишнього Форту Віняри) у Познані. Представлено військову зброю і спорядження, фотографії, документи. Першу постійну експозицію відкрито 31 серпня 1982 року.